# Tom MacMillan
Thomas „Tom“ MacMillan (* 27. April 1864 in Mauchline; † 2. Januar 1928 in Dumbarton) war ein schottischer Fußballspieler. In seiner aktiven Karriere als Spieler gewann er mit dem FC Dumbarton in den 1890er Jahren zweimal die schottische Meisterschaft.

## Karriere
MacMillan spielte in seinem Geburtsort Mauchline Fußball, ehe er 1884 mit seinem Bruder John nach Dumbarton zog um Arbeit zu finden. Beide schlossen sich Dumbarton Athletic an. Ab dem Jahr 1885 spielte Tom MacMillan für den FC Dumbarton. Er bildete bei Dumbarton von 1887 bis 1889 mit Geordie Dewar und Leitch Keir die Läuferreihe, alle drei wurden in dieser Zeit in die Nationalelf berufen. Dabei kam er mit dem Verein in den Jahren 1887 und 1891 jeweils in das Pokalfinale. In diesen gab es Niederlagen gegen Hibernian Edinburgh und Heart of Midlothian.
Ab 1890 nahm er an der Scottish Football League teil, als Dumbarton einer von elf Gründungsvereinen war. MacMillan war Mannschaftskapitän und kam auf 13 von 18 möglichen Spielen, als das Team die Meisterschaft der Premierensaison gewann. Auch in den folgenden Jahren war er fester Bestandteil des Teams. 1892 wurde der Titel aus dem Vorjahr erfolgreich verteidigt. MacMillan zeigte sich dabei mit drei Treffern in 16 Spielen auch als Torschütze.
Im Jahr 1887 absolvierte MacMillan ein Länderspiel für Schottland gegen Irland während der British Home Championship 1886/87. Nach drei Siegen gewann Schottland das Turnier, in dem MacMillan nur beim 4:1-Erfolg gegen Irland zum Einsatz kam. 1891 wurde er nochmals für eine Partie nominiert, musste seine Teilnahme aber absagen.

## Erfolge
mit dem FC Dumbarton
- Schottischer Meister (2): 1891, 1892

mit Schottland
- British Home Championship (1): 1887